# KaVo Dental

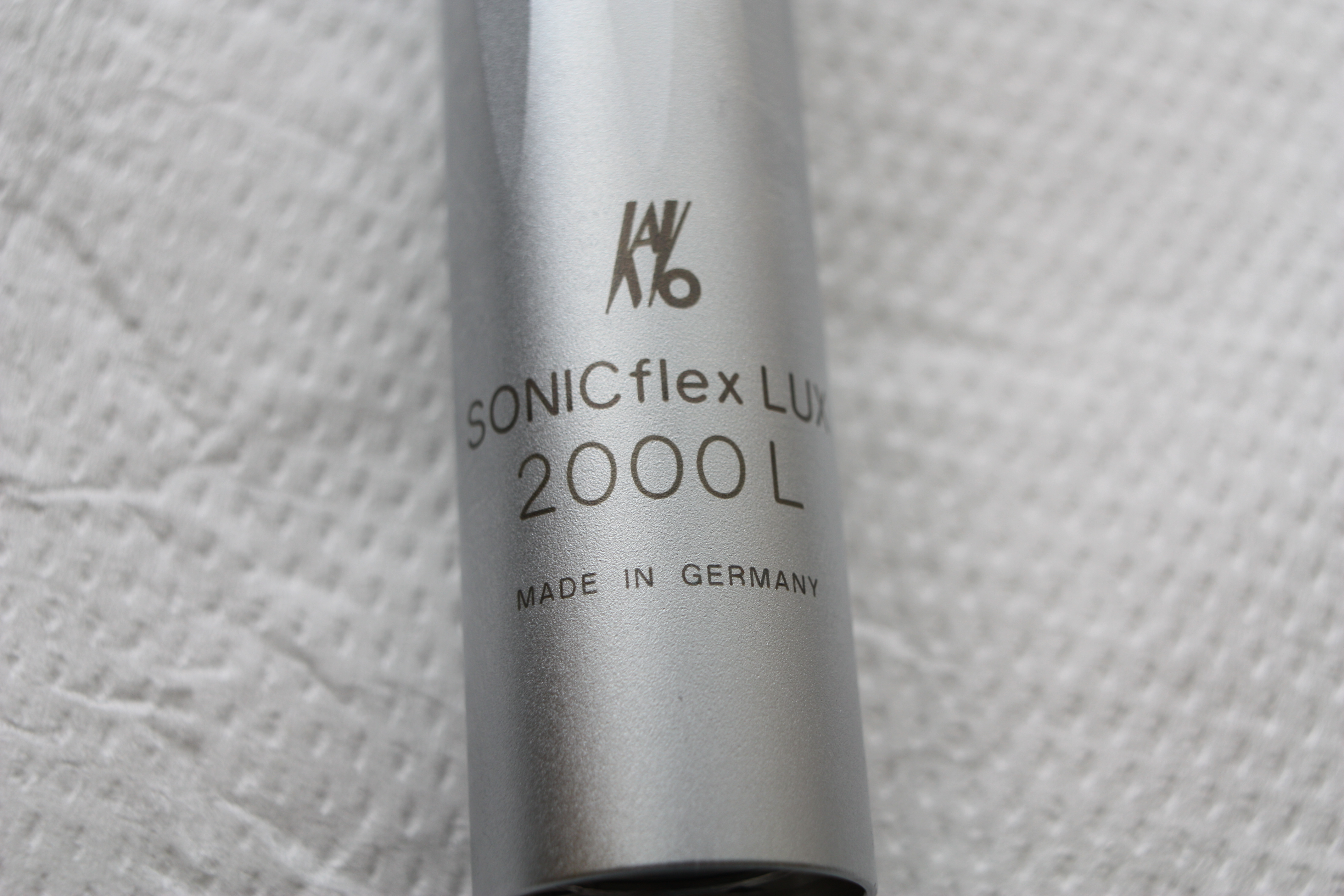
Teil einer KaVo-Turbine

Die KaVo Dental GmbH ist ein Unternehmen aus dem Bereich der Zahnmedizin mit Sitz im oberschwäbischen Biberach an der Riß und ein Teil der finnischen Planmeca Gruppe. Es entwickelt, produziert und vertreibt Produkte für die Zahnmedizin. Zu den Produkten gehören insbesondere dentale Turbinen, Hand- und Winkelstücke, Produkte für Diagnostik, Endodontie und Chirurgie, Behandlungseinheiten sowie die Bereiche Multimedia, Röntgen, Zahntechnik und CAD/CAM.

## Geschichte
Das Unternehmen wurde 1909 von Alois Kaltenbach in Berlin-Steglitz gegründet und betätigte sich in der Dentalbranche. Richard Voigt stieg 1919 in das Unternehmen mit ein, der Firmensitz wurde nach Potsdam verlagert und der Name in Kaltenbach & Voigt geändert. 1928 wurde von KaVo das weltweit erste sterilisierbare Handstück entwickelt. Das erste Dentalgerät (KaVo 1001) wurde 1936 produziert. 1939 beschäftigte das Unternehmen 300 Mitarbeiter.
Nach dem Krieg wurde das Potsdamer Werk zur VEB Dentaltechnik Potsdam.
Im Jahre 1946 trat Erich Hoffmeister als neuer Gesellschafter in das Unternehmen ein und der Sitz wurde nach Biberach verlegt. Dort wurde nach Kriegsende die Instrumentenfertigung wieder aufgenommen. 1952 erfolgte die Wiederaufnahme der Geräteproduktion; dazu gehörte auch die Herstellung von Kugellagern. 1958 wurde die erste Kavo-Turbine (Borden-Airotor) entwickelt, welche mit hohen Drehzahlen für verbesserte Effizienz und Präzision sorgte. Das Unternehmen eröffnete 1959 ein Werk für Zahntechnik in Leutkirch im Allgäu. 1960 wurde dort mit 30 Mitarbeitern etwa 13.000 Kugellager für Dentalinstrumente hergestellt. 1962 stellten dort 60 Mitarbeiter etwa 101.000 Kugellager her, und es wurden die ersten Auslandvertriebsgesellschaften in London und Brasilien gegründet.
2004 erfolgte die strategische Akquisition von KaVo durch die amerikanische Danaher Corporation. 2007 wurde das Werk in Leutkirch verkauft (Ausgründung).
Im Jahre 2022 wurde KaVo durch die finnische Firma Planmeca, einem der weltweit größten Anbieter von Ausstattung für Zahnarztpraxen, aufgekauft.

## Produkte

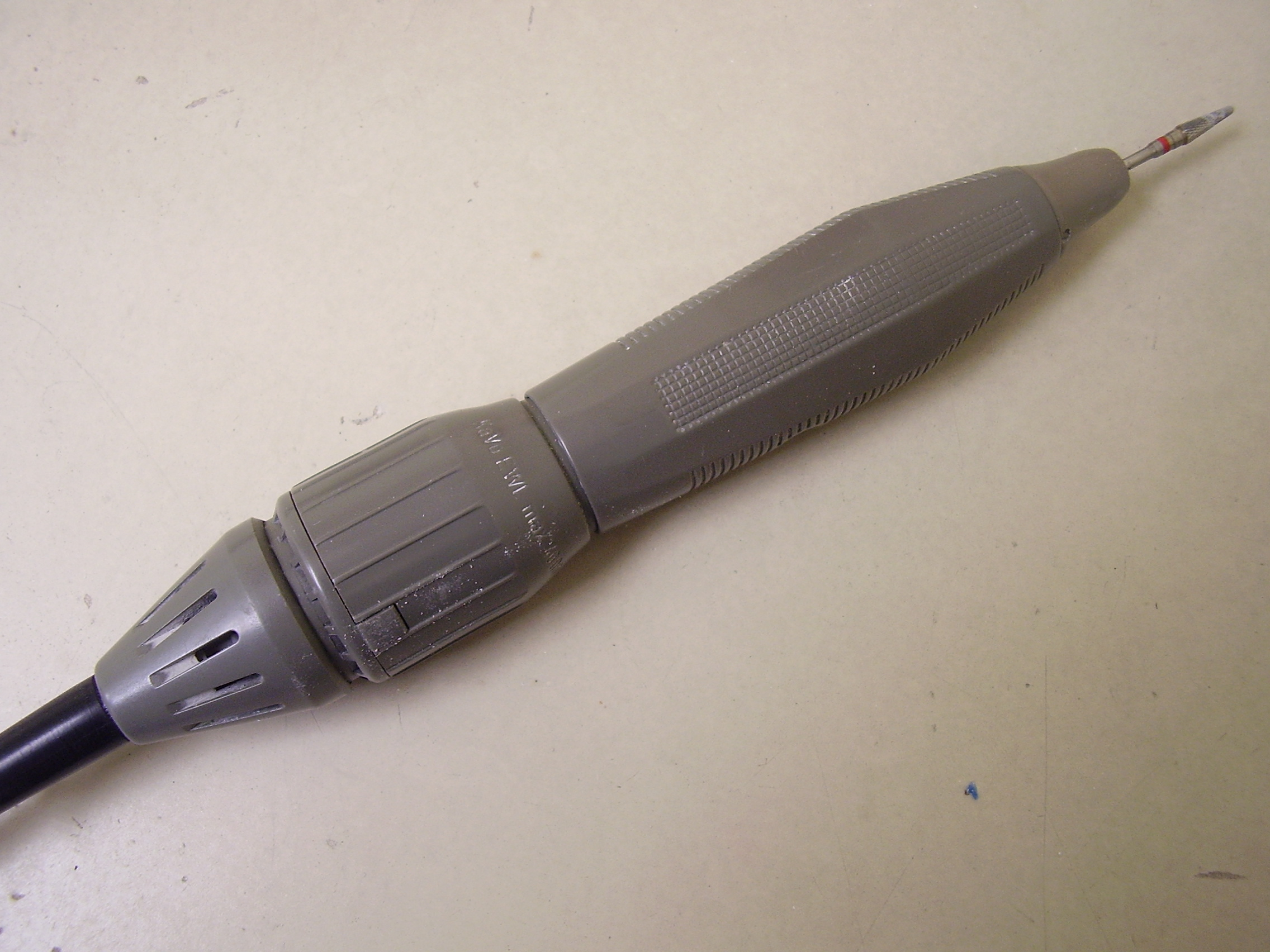
KaVo Zahntechnik-Handstück

Die Produktpalette umfasst:
- Dentalinstrumente
- Röntgengeräte[5]
- Diagnostik
- Behandlungseinheiten & Zubehör
- Zahntechnik
- Systeme für die Dentalausbildung
- Pflegesysteme und -mittel

## Standorte
Mit Stand 2017 produzierte KaVo an sechs Standorten, war in 21 Ländern mit eigenen Vertriebsgesellschaften präsent sowie nahezu in allen Ländern der Erde durch Händlerbeziehungen vertreten.

## Auszeichnungen
Einige der Produkte sind mit Red Dot Design Award, mit dem Gütesiegel des Vereins Aktion Gesunder Rücken, dem iF product design award und dem Best of Class Technology Award ausgezeichnet worden.
2018 gewann der KaVo-Volumentomograph den deutschen Innovationspreis.